# Pinguicula antarctica
Pinguicula antarctica es una especie de la familia de las lentibulariáceas. Sus nombres vulgares son: violetilla de los pantanos, violeta cimarrona, grasilla.

## Descripción
Hierba perenne carnívora con tallos reducidos a escapos. Hojas simples amarillo verdosas, todas en roseta basal, de hasta 5-10 cm de alto, oblongas, enteras, viscosas. Flor solitaria que se abre en verano, 5 pétalos, 2 lóbulos superiores, 3 inferiores con espolón angosto. Fruto en cápsula con semillas pequeñas.
Se distribuye en Argentina en las provincias de Tierra del Fuego, Santa Cruz, Río Negro y Neuquén. También en Chile en las regiones de Aysén y Magallanes.
- Datos: Q17712820
- Multimedia: Pinguicula antarctica / Q17712820
- Especies: Pinguicula antarctica